# Genius a Rock Opera
Genius a Rock Opera — рок-опера итальянского музыканта Даниэля Ливерани в жанре прогрессив метал. Первый эпизод «A human into dreams’ world» вышел в 2002 году, следующий под названием «In search of the little prince» был выпущен в 2004 и заключительная часть «The final surprise» — в 2007 году.

## Сюжет

### Часть I
Сюжет рок-оперы повествует о молодом человеке по имени Джиниус, волею случая попавшем в мир снов. Проснувшись однажды утром в семь утра, он замечает, что будильник играет какую-то необычную мелодию. Зачарованный странным звуком, он вновь проваливается в сон (Without Me Today) и уже через несколько секунд обнаруживает, что стоит перед огромными золотыми воротами, парящими в воздухе. Его приветствуют две женщины-привратницы и просят не бояться. Они говорят, что он — новый дух-двойник № 33 и он попал куда надо. (The Right Place)
Миновав ворота, Джиниус оказывается среди множества странных людей, идущих куда-то. Это духи-двойники, которые создают сны людей. Джиниус встречает там своего Духа-двойника № 32 и доказывает ему, что он человек. Дух-двойник № 32 делает вывод, что Джиниус каким-то образом посредством звона будильника установил связь между собой и миром снов и таким образом попал сюда. (Paradox) Два новых друга садятся на скоростной поезд, который привозит их и остальных духов в Европейское королевство, которым правит король МакКейос. Новоприбывших приветствует станционный смотритель, с начала времён встречающий приезжающих духов-двойников. (The Glory of Our Land) После этого Джиниус, Дух-двойник № 32 вместе с остальными попадают на свои рабочие места, и их инструктирует консультант короля. Он объясняет, что существует три главных правила: 1)Духи-двойники живут, только пока продолжается сон владельца 2)Они никогда не должны объединять сны разных людей 3)Они никогда не должны показываться людям. (All of Your Acts) Джиниус, сидя за своей панелью управления, думает о том, как ему повезло попасть в этот удивительный мир, где он воочию видит, как зарождается сны. (Dreams)
Тем временем, к МакКейосу приезжает его старый друг — африканский король Уайлд Трайб со своей свитой. Он впечатлён успехами европейского короля и просит разрешения для своих людей подробно изучить работу местных духов-двойников. (My Pride) Однако вскоре помощники Уайлд Трайба обнаруживают Джиниуса и догадываются, что он человек. Эту весть они сообщают своему королю, когда африканская делегация покидает Европейское королевство. (There’s a Human) Ничего не подозревающий МакКейос возвращается в свой дворец, к своему малолетнему сыну. (Father)
А о появлении человека в мире снов становится известно Мэйндриму — президенту Совета Лиги Снов. Он выносит приговор — за такое преступление МакКейос будет лишён короны, а его сын уничтожен. Дух-двойник № 32 должен быть ликвидирован с тем, чтобы Джиниус проснулся и забыл свой сон. (Terminate) Той же ночью Мэйндрим с отрядом бойцов Лиги Снов лично проводит арест МакКейоса, а сына короля отправляет на Склад Игрушек, где он будет использован в детском сне и впоследствии исчезнет. Об этом становится известно во всём королевстве, и Дух-двойник понимает, что Лига Снов узнала о Джиниусе, и что теперь они придут и за ними. (I’m Afraid)

### Часть II
Джиниус и Дух-двойник № 32 понимают, что король МакКейос не виноват в произошедшем, и они должны спасти его и малолетнего принца. Тем временем, в Европейское королевство прибывает отряд бойцов Лиги Снов с целью уничтожить Духа-двойника и изгнать человека из этого мира. Друзья в последнюю минуту с помощью панели управления переносятся на Европейский Склад «Японских Фантазий», (He Will Die) где они встречают музыканта Джейсона, который сообщает им, что принца по приказу Мэйндрима отправили на один из Складов в Азиатском Королевстве. Джиниус и Дух-двойник проникают на корабль, следующий туда (Playing in Their Dreams), а в Европейском королевстве командир бойцов Лиги Снов недоумевает, как они могли ускользнуть прямо у него из-под носа (He Won’t Escape).
Друзья, между тем, попадают в Азиатское королевство, в Странную Долину, где волшебные деревья советуют им уходить отсюда, поскольку местный король Оддифейр не любит незнакомцев (Valley). Но Джиниус и Дух-двойник № 32 всё равно приходят к королевскому дворцу, и юноша просит своего друга спрятаться, а сам идёт к воротам, где его уже поджидают обеспокоенные стражники. (Beware) Тем временем, отец короля МакКейоса мистер Нико пытается понять, как мог его сын попасть в тюрьму и надеется, что кто-нибудь сумеет спасти его. (My Dear Son) Между тем, Джиниуса приводят ко двору Оддифейра, поскольку королю любопытно, что тот может ему рассказать. Юноша пытается объяснить, что МакКейос невиновен, но Оддифейр не верит ему и приказывает бросить его в темницу. (What He Has to Say)
После этого довольный король размышляет над тем, что, став спасителем мира снов, он сможет заручиться поддержкой остальных королей, свергнуть Мэйндрима и самому стать президентом Совета Лиги Снов. Он приказывает страже обыскать всю округу и найти Духа-двойника № 32. Джиниус же, сидя в камере, понимает, что все беды, обрушившиеся на мир снов, были исключительно его виной. (All My Fault) Его освобождает королева Клейпсайдра, жена Оддифейра, поверившая его словам. Она рассказывает, что вход на Склады скрыт под старым дубом за Странной Долиной. (To Be Free) Джиниус воссоединяется с Духом-двойником № 32, и они вместе отправляются спасать принца. (Fight Again) Но Дух-двойник понимает, что близится конец сну Джиниуса, и сам он тогда исчезнет навсегда. Он хочет, чтобы его друг сохранил воспоминания о путешествии в этот мир. Король Оддифейр, тем временем, обнаруживает, что Джиниус сбежал и в ярости даёт страже час на то, чтобы они нашли его. Друзья же находят старый дуб и видят, что это лишь голограмма, которая скрывает вход на Склады. Они проходят туда и видят перед собой множество одинаковых складских помещений, одно из которых должно быть Складом Игрушек. (Far Away From Here)

### Часть III
Джиниус и дух-двойник № 32 бродят среди складов и вскоре находят искомый Азиатский Склад Игрушек. (Toy Warehouse) Тем временем, Мэйндрим назначает нового командира бойцов Лиги Снов по имени Апикор, который разрабатывает новый секретный план по захвату Духа-двойника. (No More Chances) Друзья же ищут на Складе принца. Кукла Кокеши с одной из полок просит их забрать её отсюда, но они не могут сделать этого. Кокеши не может понять, почему они хотят спасти принца, а она должна сгинуть на Складе, но всё же даёт им код к двери, за которой спрятан сын короля. Друзья забирают его с собой и покидают Склад Игрушек. (Save Me From My Destiny) В это время мистер Нико выступает перед европейскими сенаторами и выражает свою надежду на благополучный исход событий, происходящих в королевстве. (Alive and Safe)
Между тем, Джиниус и Дух-двойник возвращаются в Европейское королевство на том же самом поезде, на котором они приехали, но теперь он увозит всех Духов-двойников обратно, туда, где они были созданы и где они будут уничтожены. Дух-двойник № 32 отдаёт другу диск со своей памятью, в которой содержаться данные о том, как Джиниус попал в мир снов и которую он должен показать европейским сенаторам. Сам Дух-двойник останется на поезде и попытается продержаться, столько нужно. Джиниус не хочет бросать друга, и чтобы заставить юношу спрыгнуть с поезда Дух-двойник кричит ему, что он ему не друг, и он будет только рад освободиться от Джиниуса, который превратил его и без того короткую жизнь в кошмар. Поражённый юноша вместе с принцем спрыгивает в Европейском королевстве (Jump off This Train), а Дух-двойник № 32 в ужасе обнаруживает, что под видом проводника на поезде скрывался Апикор, который теперь собирается здесь же уничтожить его. Дух-двойник сопротивляется ему, умоляя пощадить его, так как если он умрёт, то Джиниус проснётся и не успеет спасти принца и короля, но Апикор не желает слушать его. (Let Me Live)
Джиниус же попадает к европейским сенаторам. Сенатор Джерамус соглашается проверить диск с памятью и выясняет, что король МакКейос не причастен к появлению человека в мире снов. (Inside These Memories) Апикор, тем временем, смертельно ранит Духа-двойника № 32, и тот, умирая, мысленно просит у Джиниуса прощения и надеется, что тот успел выполнить свою миссию. (I Die) С короля же снимают все обвинения и освобождают его из тюрьмы. (Back to Life Again) После этого сенатор Джерамус и Апикор прибывают в Европейское королевство и сообщают, что МакКейос и принц скоро вернутся, и опасность миру снов миновала. (Dream in Liberty) Джиниус возвращается в реальный мир, но, просыпаясь, слышит голос Духа-двойника № 32. Друзья прощаются навсегда, но Джиниус по пробуждении обнаруживает, что воспоминания о путешествии в мир снов остались у него, однако, наученный ответственности, он никому не рассказывает о этом. (The Final Surprise)

## Состав

### Исполнители
- Джиниус — Марк Боулз (Episode I, II), Ди Си Купер (Episode III)
- Дух-двойник № 32 — Дэниел Гилденлоу
- Привратник — Лана Лейн
- Станционный смотритель — Крис Болтендаль
- Советник короля МакКейоса — Джо Вана
- Король МакКейос — Джон Уэттон
- Король Уайлд Трайб — Стив Уолш
- Советник короля Уайлд Трайба — Оливер Хартманн
- Мэйндрим — Миднайт
- Командир Бойцов Лиги Снов — Рассел Аллен
- Джейсон — Эду Фалачи
- Дерево-семь — Джефф Мартин
- Охранник Оддифейра — Роберто Тиранти
- Мистер Нико — Эрик Мартин
- Король Оддифейр — Джонни Джиоэли
- Клейпсайдра — Лив Кристин
- Апикор — Йорн Ланде
- Кокеши — Андреа Дайтуайлер
- Сенатор Джерамус — Тоби Хичкок
- Рассказчик — Филипп Бенуа
- Хор: Олаф Сенкбейл, Хэчи Хакман, Крис Болтендаль (Episode I), Оливер Хартманн (Episode II, III)

### Музыканты
- Даниэль Ливерани — гитары, бас и клавишные
- Дарио Киккони — ударные

## Дискография

### Episode I A Human Into Dreams’ World
- 1. Without me today
- 2. The right place
- 3. Paradox
- 4. The glory of our land
- 5. All of your acts
- 6. Dreams
- 7. My Pride
- 8. There’s a human
- 9. Father
- 10.Terminate
- 11.I’m afraid

### Episode II In Search Of The Little Prince
- 1. He will die
- 2. Playing in their dreams
- 3. He won’t escape
- 4. Valley
- 5. Beware
- 6. My dear son
- 7. What he has to say
- 8. All my fault
- 9. To be free
- 10.Fight again
- 11.Far away from here

### Episode III The Final Surprise
- 1. Toy warehouse
- 2. No more chances
- 3. Save me from my destiny
- 4. Alive and safe
- 5. Jump off this train
- 6. Let me live
- 7. Inside these memories
- 8. I die
- 9. Back to life again
- 10.Dream in liberty
- 11.The final surprise